# 松江重頼
松江 重頼（まつえ しげより、1602年（慶長7年） - 1680年7月24日（延宝8年6月29日））は、江戸時代初期の俳人。松江氏。通称は大文字屋治右衛門、別号（俳号）は維舟、江翁。

## 経歴
京都の裕福な撰糸商人で、少年の頃より連歌を里村昌琢に学んだ。西山宗因とは同門である。1629年（寛永6年）頃から、松永貞徳や野々口親重（立圃）と俳諧選集の編集を始めるが、意見の相違から、1633年（寛永10年）に重頼単独で全17巻で5冊からなる『犬子集』（えのこしゅう）を刊行した。以後、一門の地盤を京都から大坂の堺に移し、1645年（寛永21年）には『毛吹草』を刊行した。
1660年（万治3年）の撰集『懐子』（ふところご）以降、和歌や漢詩や謡曲などの本歌をもじる手法を徹底して推し進め、その傾向は『佐夜中山集』（1664年（寛文4年））『時勢粧』（1668年（寛文8年））『大井川』『武蔵野』『名取川』と終生変わらなかった。

## 代表句
- 花は芳野伽藍一（ひとつ）を木の間哉
- 順礼の棒計行（ぼうばかりゆく）夏野かな[2]